# Reinhold Schwarz (Mediziner, 1946)
Reinhold Schwarz (* 10. Mai 1946 in Brackenheim, Württemberg; † 20. November 2008 in Leipzig) war ein deutscher Psychoanalytiker und Arzt. Er hat an der Universität Leipzig gelehrt und war dort von 1998 bis 2008 Professor für Sozialmedizin. Er war Gründungsmitglied und langjähriger Sprecher der wissenschaftlichen Arbeitsgemeinschaft für Psychoonkologie der Deutschen Krebsgesellschaft.

## Akademischer Werdegang
Reinhold Schwarz hat in Marburg, München, Mannheim, Heidelberg und London Medizin und Gesellschaftswissenschaften studiert. 1972 legte er sein Medizinisches Staatsexamen ab und erhielt den Grad des Doktors der Medizin.
1981 erhielt er die Zusatzbezeichnung „Psychotherapie und Psychoanalyse“, 1988 die Zusatzbezeichnung Sozialmedizin, 1995 die Gebietsbezeichnung (Facharzt) „Psychotherapeutische Medizin“.
1991 habilitierte er sich und erhielt die venia legendi für die Fächer „Klinische Psychosomatik und Sozialmedizin“.

## Beruflicher Werdegang
Bis 1974 war Reinhold Schwarz Medizinalassistent in Innerer Medizin, Dermatologie, Kinder- und Jugendlichen-Psychiatrie am Universitäts-Klinikum Marburg sowie chirurgischer Medizinalassistent und Assistenzarzt an der Klinik für Sportverletzte in Lüdenscheid-Hellersen. 1975 bis 1981 war er Wissenschaftlicher Angestellter am Zentralinstitut für Seelische Gesundheit in Mannheim, Universität Heidelberg, an der Psychosomatischen Klinik im DFG-Sonderforschungsbereich 116 „Psychiatrische Epidemiologie“.
Bis 1984 arbeitete er als Wissenschaftlicher Angestellter am Modellprojekt der Deutschen Krebshilfe e.V. „Psychosoziale Nachsorgeeinrichtung und Fortbildungsseminar“, ebenfalls an der Universitätsklinik Heidelberg. Von 1984 bis 1997 leitete er diese Einrichtung.
1998 wurde er auf die Professur für Sozialmedizin der Universität Leipzig berufen. Er leitete die dortige Abteilung Sozialmedizin und die Psychosoziale Beratungsstelle für Tumorpatienten und Angehörige bis zu seinem Tod am 20. November 2008.

## Psychotherapie
Reinhold Schwarz schloss 1979 eine Psychotherapeutische und Psychoanalytische Weiterbildung am Heidelberger Institut für Psychoanalyse und Psychotherapie e.V. (DGPT) ab.

## Werke
- Reinhold Schwarz: Die Krebspersönlichkeit. Mythos und klinische Realität. Stuttgart, Schattauer, 1994 ISBN 3-7945-1639-7
- Reinhold Schwarz und Susanne Singer: Einführung Psychosoziale Onkologie. UTB Ernst Reinhardt, München, 2008  ISBN 978-3-8252-3071-5